# Charles Rabaey
Charles Rabaey (Klemskerke, 30 oktober 1934) is een Belgisch voormalig wielrenner.

## Carrière
Rabaey was twee jaar prof en won voornamelijk enkele medailles in het baanwielrennen. Hij nam in 1960 deel aan de Olympische Spelen waar hij negende werd in de ploegenachtervolging.

## Erelijst
| Jaar     | BK         | EK       | WK       | Overige                                    |
| Amateurs | Amateurs   | Amateurs | Amateurs | Amateurs                                   |
| -------- | ---------- | -------- | -------- | ------------------------------------------ |
| 1959     | Ploegkoers |          |          |                                            |
| 1960     |            |          |          | Olympische Spelen: 9e Ploegenachtervolging |
| 1961     | Ploegkoers |          |          |                                            |
| 1962     |            |          |          |                                            |
| Elite    |            |          |          |                                            |
| 1963     | Ploegkoers |          |          |                                            |